# NGC 3329
NGC 3329 = NGC 3397 ist eine Spiralgalaxie vom Hubble-Typ Sb im Sternbild Drache am Nordsternhimmel. Sie ist schätzungsweise 93 Millionen Lichtjahre von der Milchstraße entfernt und hat einen Durchmesser von etwa 50.000 Lichtjahren. Die Entfernungsmessungen basierend auf den Radialgeschwindigkeiten stimmen nicht mit den rotverschiebungsunabhängigen Entfernungsschätzungen von 134 ± 20 Millionen Lichtjahren überein.
Das Objekt wurde am 2. April 1801 von Wilhelm Herschel entdeckt.